# Szlak im. Aleksandra Janowskiego
Szlak im. Aleksandra Janowskiego – pieszy szlak turystyczny biegnący południkowo przez teren Kampinoskiego Parku Narodowego. Oznaczony jest kolorem żółtym. Według Lechosława Herza szlak ma znaczenie ponadregionalne i jest jednym z najbardziej reprezentatywnych dla Puszczy Kampinoskiej.
Szlak przebiega w bezpośrednim sąsiedztwie pięciu obszarów ochrony ścisłej: Czarna Woda, Rybitew, Wilków, Biela oraz Żurawiowe.

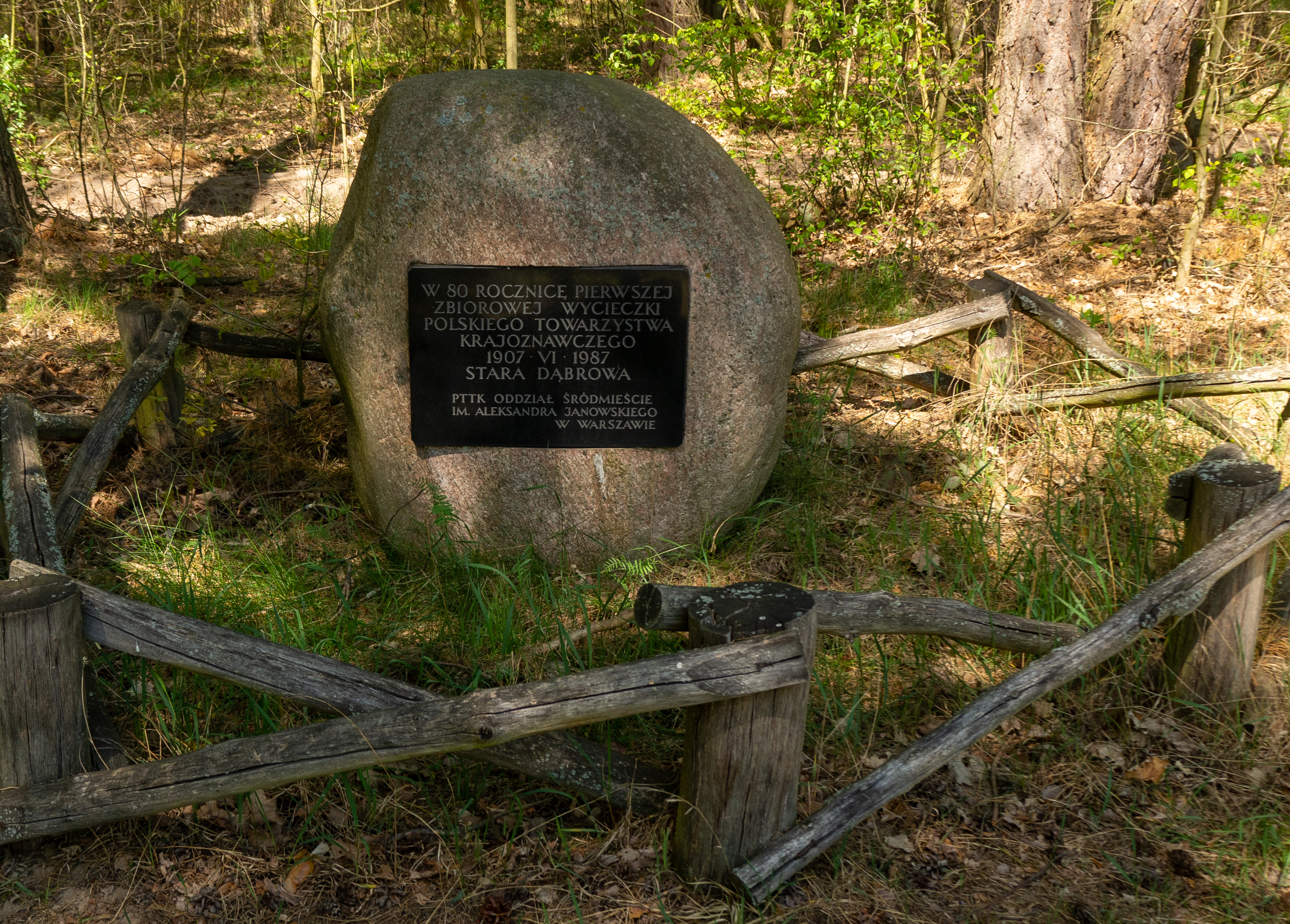
Tablica w Starej Dąbrowie upamiętniająca pierwszą wycieczkę nizinną w 1907

Pierwsza część szlaku (do Starej Dąbrowy) pokrywa się częściowo z trasą pierwszej wycieczki turystycznej po polskich terenach nizinnych, zorganizowanej 2 czerwca 1907. Grupa kilkuset piechurów pod przewodnictwem Aleksandra Janowskiego i Kazimierza Kulwiecia dotarła na skraj puszczy, a część z nich do Starej Dąbrowy. W czerwcu 1987 w Starej Dąbrowie postawiono głaz z tablicą upamiętniającą tę wycieczkę.
W 1997 Zarząd Główny PTTK zatwierdził odznakę turystyczną „Szlakiem Aleksandra Janowskiego”, w której specjalną liczbę punktów otrzymuje się za wycieczkę do kamienia z tablicą.
Na odcinku Teofile – Leszno żółty szlak stanowi część Warszawskiej Obwodnicy Turystycznej.

## Przebieg szlaku

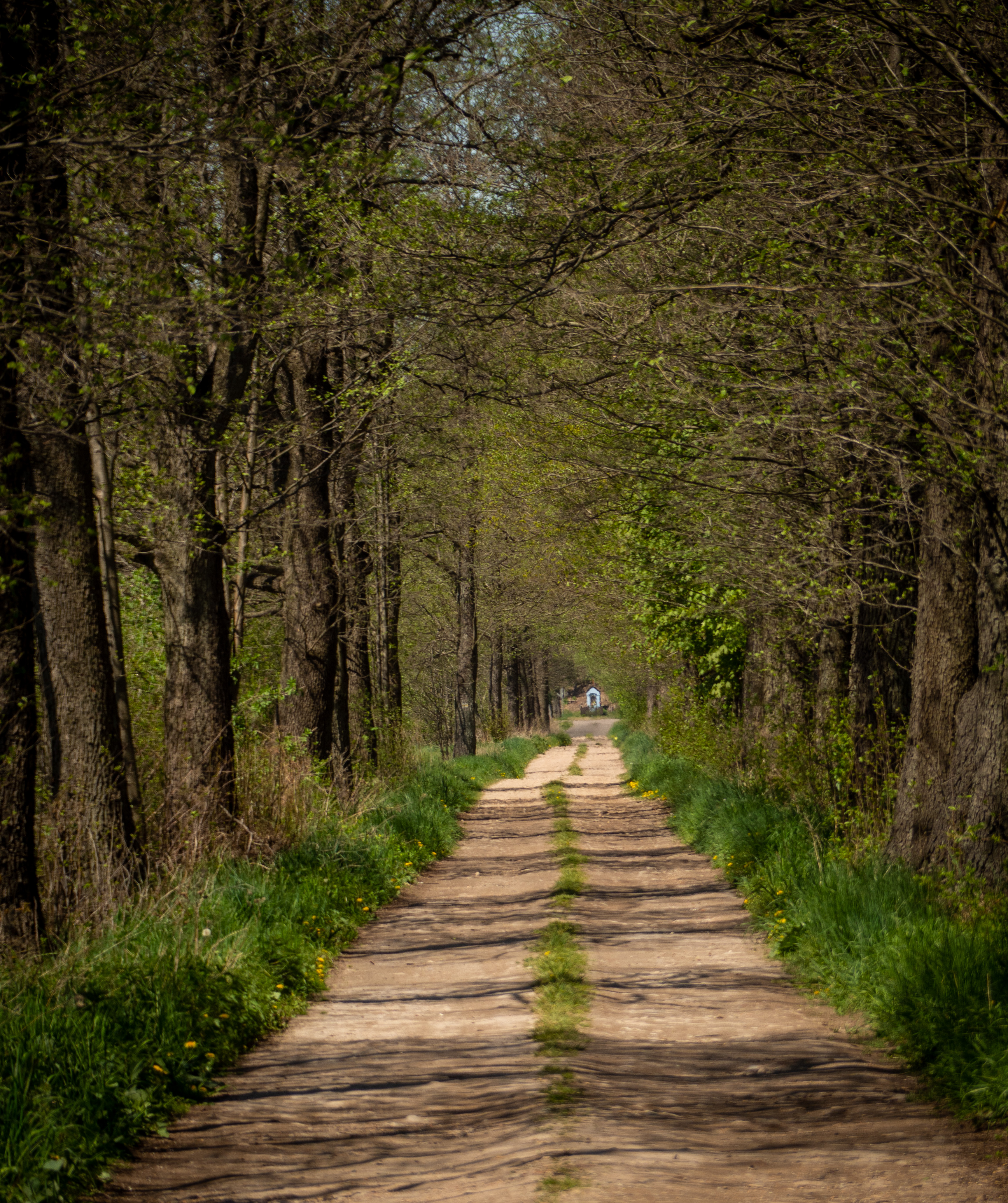
Przebieg szlaku między Starą i Nową Dąbrową; w oddali widoczna kapliczka w Starej Dąbrowie

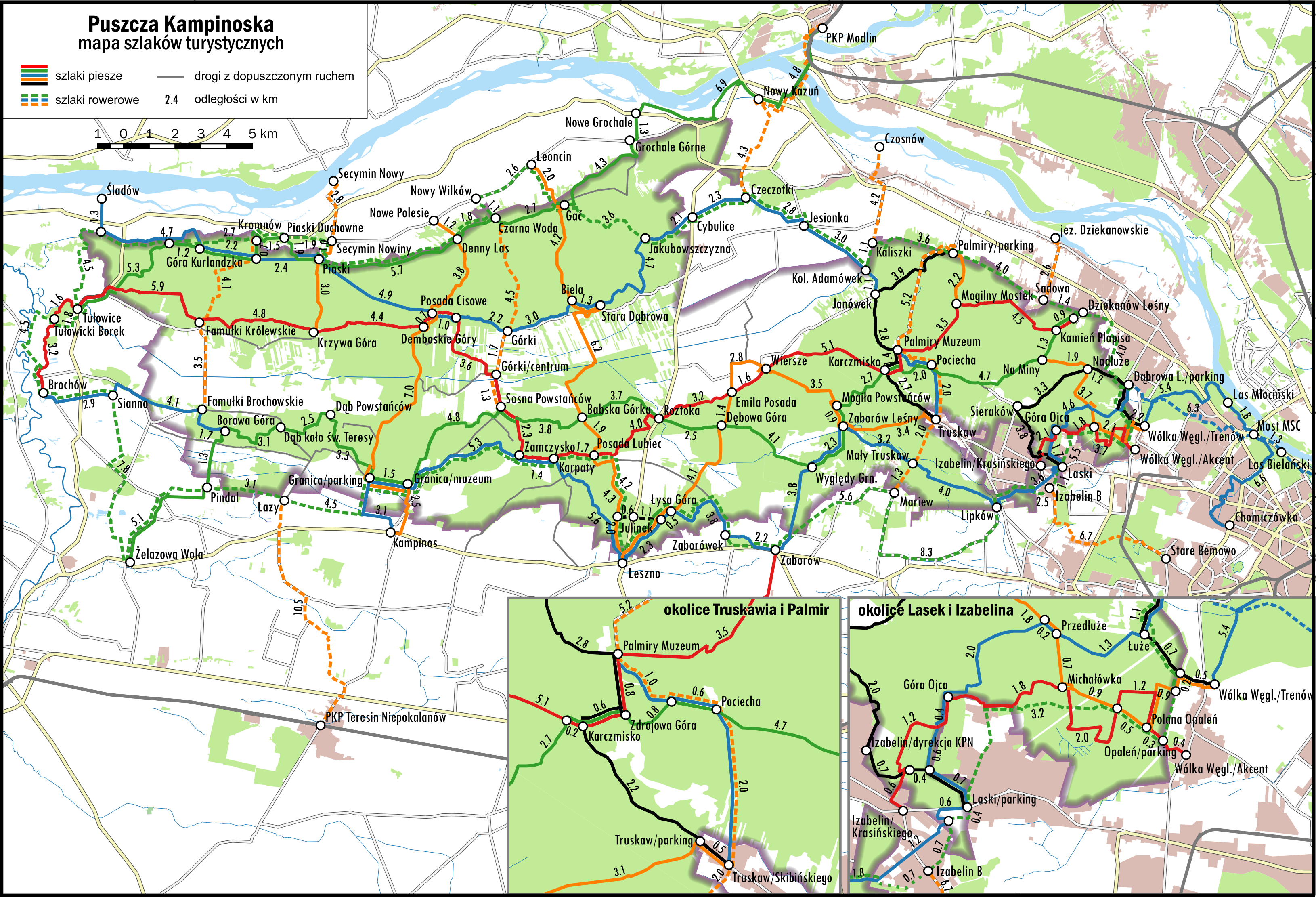
Szlaki piesze w KPN

| km   | Miejsce / Miejscowość                     | Połączenie ze szlakiem                        |
| ---- | ----------------------------------------- | --------------------------------------------- |
| 0,0  | Leoncin                                   |                                               |
| 2,2  | Teofile (granica Parku)                   | Północny Szlak Krawędziowy                    |
| 7,0  | Uroczysko Biela                           |                                               |
| 8,3  | Stara Dąbrowa, ośrodek szkoleniowy ZHP    | Północny Szlak Leśny im. Teofila Lenartowicza |
| 8,5  | Stara Dąbrowa                             |                                               |
| 11,5 | Nowa Dąbrowa, kanał Łasica, OOŚ Żurawiowe |                                               |
| 14,3 | Babska Górka                              | Południowy Szlak Leśny                        |
| 16,0 | Posada Łubiec                             | Główny Szlak Puszczy Kampinoskiej             |
| 17,0 | Łubiec                                    |                                               |
| 21,0 | Leszno                                    | Południowy Szlak Krawędziowy                  |